# Monte Amaro
Monte Amaro (2793 m n. m.) je hora v masivu Majella v Abruzských Apeninách ve střední Itálii. Nachází se na trojmezí provincií Chieti, L'Aquila a Pescara, přibližně 6,5 km jihovýchodně od obce Sant'Eufemia a Maiella a 14 km východoseverovýchodně od města Sulmona. Monte Amaro je nejvyšší horou masívu Majella a s prominencí 1812 m se řadí mezi tzv. ultraprominentní vrcholy (ultra-prominent peaks).